# Club Deportivo Atlético Junior
El Club Deportivo Atlético Junior es una institución deportiva del municipio de El Negrito, Yoro, Honduras. Actualmente juega en la Liga de Ascenso de Honduras (Segunda División).

## Historia
El club fue fundado el 7 de julio de 1982 como inspiración del Junior de Barranquilla de Colombia. En la temporada 2006-2007 fueron descendidos a la Liga Departamental de Yoro de la Liga Mayor de Fútbol de Honduras. Luego en el Apertura 2008 regresaron a la Liga de Ascenso tras comprarle la categoría al Club Deportivo Lenca de El Progreso. Se regresa en el 2019 tras comprarle la categoría al Azacualpa FC

## Estadio
El club hace de local en el Estadio Gonzalo Maldonado con capacidad para 1,000 espectadores.

## Palmarés
- Liga Mayor de Fútbol de Honduras

Campeón Departamental (1): 2006-2007.

## Apodos
- «Toro»: este apodo se debe a que este animal es la mascota del club.
- «La Manada»: se debe a que el toro (su mascota) pasa en manada siempre protegiendo y apoyando a los demás.
- «El Tiburón Catracho»: se debe a su homólogo en Barranquilla, Colombia.

## Afición
La Afición de este equipo siempre asiste a los partidos ya sea de local o visita por lo que el club puede contar con aliento en cada partido.

## Uniforme
- Uniforme titular: Camiseta roja con detalles azules y silueta de un toro blanco, pantalón azul, medias azul.
- Uniforme alternativo: Camiseta blanca con rayas verticales azul y rojo, pantalón azul, medias azul.

### Indumentaria y Patrocinadores
| Período         | Proveedor |
| --------------- | --------- |
| 2020 - presente | Huriver   |

| Período         | Patrocinador |
| --------------- | ------------ |
| 2020 - presente | Arangym      |

## Jugadores

### Jugadores destacados
- Luis Alvarado
- Ever Alvarado
- Lautaro Canitano
- Javier Arriaga Jr.
- Wilfredo Barahona
- Julio Cesar de León
- Erick Andino
- Carlos Medina
- Wilmer Fuentes
- Jorge Arturo OCampo
- Franklin Morales
- Patrick Palacios
- Horacio Parham
- Samuel Lucas